# Сачал Сармаст
Синд Хазрат Сачал Сармаст (настоящее имя — Сачал) (хинди सचल सरमस्त; в.-пандж. ਸਚਲ ਸਰਮਸਤ; 1739—1826) — пенджабский суфийский философ

 и поэт. Почитается святым.

## Биография
Родился в 1152 г. х.  в Даразе, недалеко от Ранипура, Синд (ныне Пакистан). Мусульманин-суннит.

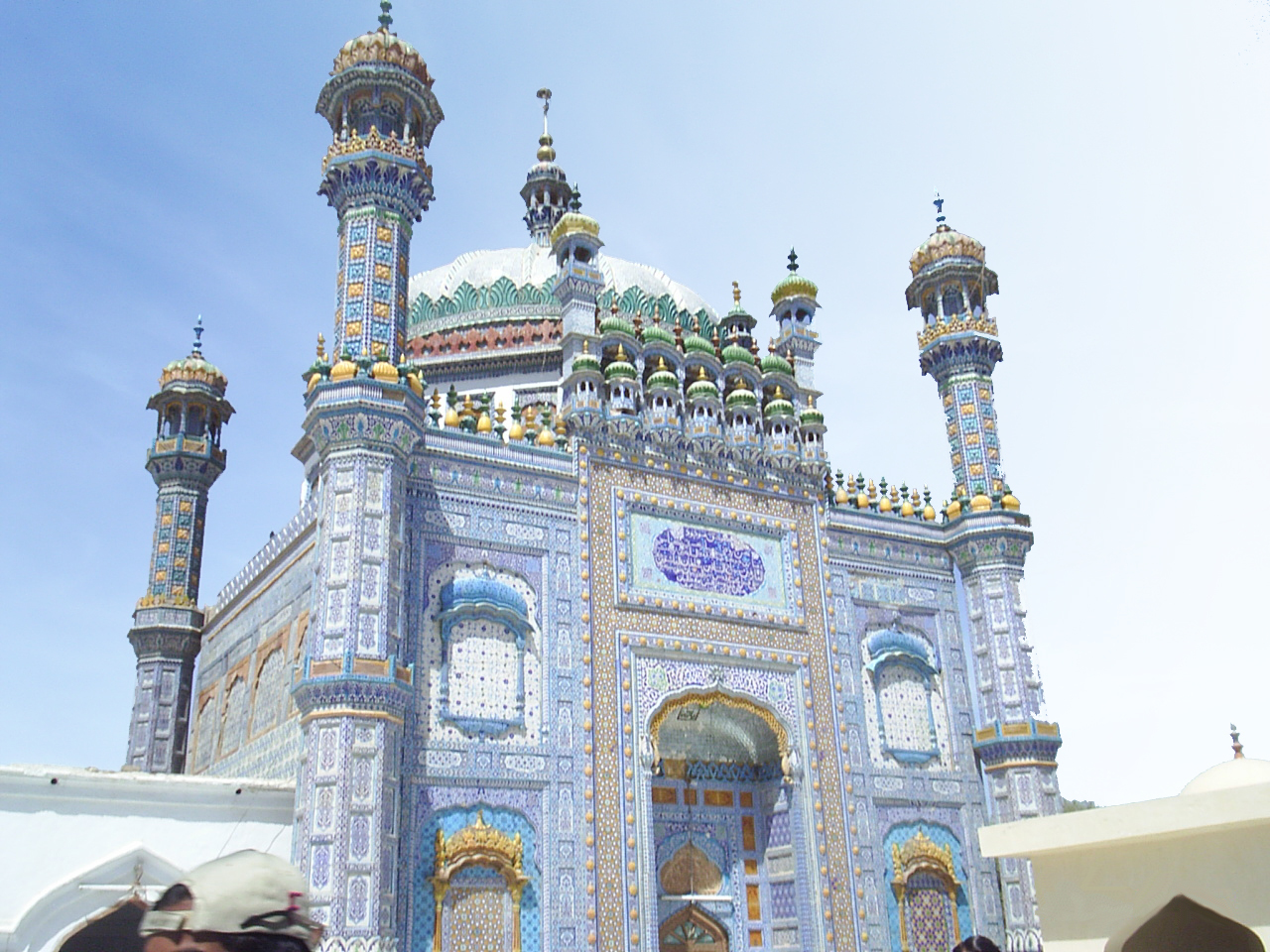
Мавзолей Сачала Сармаста в Ранипуре

Поэт-лирик, автор популярных песен. Писал стихи на семи языках, в основном, языке синдхи.
Последователь крупнейшего поэта классического периода синдхской литературы — Шаха Абдула Латифа Бхитая (1689 или 1690—1752), создавшего «Книгу Шаха».
Его стихи наряду со скрытым смыслом (прославление божественной возлюбленной — мировой души) сохраняют свой прямой смысл, понятный и простому народу (воспевание радостей земной жизни). Излюбленные жанры Сачала — кафи (лирические миниатюры), доха (двустишие) и газель.

## Память
- На родине суфийского святого и поэта Сачала Сармаста в Ранипуре проводятся ежегодные трёхдневные торжества по случаю очередной годовщины его рождения[1].